# Wushu tại Đại hội Thể thao châu Á 2022
Wushu tại Đại hội Thể thao châu Á 2022 được tổ chức tại Trung tâm Thể thao Tiêu Sơn Qua Lịch, Hàng Châu, Trung Quốc, từ ngày 24 đến ngày 28 tháng 9 năm 2023.

## Quốc gia tham dự
Có tổng cộng 196 vận động viên đến từ 28 quốc gia tham gia thi đấu Wushu tại Đại hội Thể thao châu Á 2022:
- Afghanistan (4)
- Brunei (6)
- Trung Quốc (11)
- Đài Bắc Trung Hoa (10)
- Hồng Kông (7)
- Ấn Độ (10)
- Indonesia (12)
- Iran (13)
- Nhật Bản (6)
- Kazakhstan (6)
- Kyrgyzstan (4)
- Lào (3)
- Ma Cao (9)
- Malaysia (7)
- Mông Cổ (2)
- Myanmar (4)
- Nepal (12)
- Pakistan (4)
- Philippines (8)
- Singapore (7)
- Sri Lanka (2)
- Hàn Quốc (11)
- Tajikistan (1)
- Thái Lan (10)
- Turkmenistan (6)
- Uzbekistan (6)
- Việt Nam (13)
- Yemen (2)

## Lịch thi đấu
| 16 | Vòng 16 đội | ¼ | Tứ kết | ½ | Bán kết | CK | Chung kết |

| ND↓/Ngày →                    | 24 CN | 25 Thứ 2 | 26 Thứ 3 | 27 Thứ 4 | 28 Thứ 5 |
| ----------------------------- | ----- | -------- | -------- | -------- | -------- |
| Trường quyền nam              | CK    |          |          |          |          |
| Nam quyền và nam côn nam      |       |          | CK       |          |          |
| Thái cực quyền nam            |       | CK       |          |          |          |
| Đao thuật và côn thuật nam    |       |          |          | CK       |          |
| Tán đả nam 56 kg              | 16    |          | ¼        | ½        | CK       |
| Tán đả nam 60 kg              | 16    | 16       | ¼        | ½        | CK       |
| Tán đả nam 65 kg              |       | 16       | ¼        | ½        | CK       |
| Tán đả nam 70 kg              | 16    |          | ¼        | ½        | CK       |
| Tán đả nam 75 kg              | 16    | ¼        |          | ½        | CK       |
| Trường quyền nữ               |       | CK       |          |          |          |
| Nam quyền và nam đao nữ       |       |          | CK       |          |          |
| Thái cực quyền nữ             | CK    |          |          |          |          |
| Kiếm thuật và thương thuật nữ |       |          |          | CK       |          |
| Tán đả nữ 52 kg               | 16    |          | ¼        | ½        | CK       |
| Tán đả nữ 60 kg               | 16    | ¼        |          | ½        | CK       |

## Danh sách huy chương

### Biểu diễn nam
| Nội dung              | Vàng                        | Bạc                              | Đồng                           |
| --------------------- | --------------------------- | -------------------------------- | ------------------------------ |
| Trường quyền          | Sun Pei-yuan · Trung Quốc   | Edgar Xavier Marvelo · Indonesia | Song Chi Kuan · Ma Cao         |
| Nam quyền / Nam côn   | Harris Horatius · Indonesia | Lee Yong-mun · Hàn Quốc          | Huang Jun-hua · Ma Cao         |
| Thái cực quyền        | Gao Hao-nan · Trung Quốc    | Samuel Hui · Hồng Kông           | Jones Inso · Philippines       |
| Đao thuật / Côn thuật | Chang Zhi-zhao · Trung Quốc | Jowen Lim · Singapore            | Seraf Naro Siregar · Indonesia |

### Đối kháng nam
| Nội dung | Vàng                        | Bạc                         | Đồng                              |
| -------- | --------------------------- | --------------------------- | --------------------------------- |
| 56 kg    | Jiang Hai-dong · Trung Quốc | Arnel Mandal · Philippines  | Avazbek Amanbekov · Kyrgyzstan    |
| 56 kg    | Jiang Hai-dong · Trung Quốc | Arnel Mandal · Philippines  | Hứa Văn Đoàn · Việt Nam           |
| 60 kg    | Wang Xue-tao · Trung Quốc   | Shoja Panahi · Iran         | Gideon Fred Padua · Philippines   |
| 60 kg    | Wang Xue-tao · Trung Quốc   | Shoja Panahi · Iran         | Kim Min-soo · Hàn Quốc            |
| 65 kg    | Afshin Salimi · Iran        | Samuel Marbun · Indonesia   | Jeon Seong-jin · Hàn Quốc         |
| 65 kg    | Afshin Salimi · Iran        | Samuel Marbun · Indonesia   | Clemente Tabugara · Philippines   |
| 70 kg    | He Feng · Trung Quốc        | Mohsen Mohammadseifi · Iran | Zhang Huan-yi · Đài Bắc Trung Hoa |
| 70 kg    | He Feng · Trung Quốc        | Mohsen Mohammadseifi · Iran | Khalid Hotak · Afghanistan        |
| 75 kg    | Yousef Sabri · Iran         | Cai Fei-long · Ma Cao       | Nasratullah Habibi · Afghanistan  |
| 75 kg    | Yousef Sabri · Iran         | Cai Fei-long · Ma Cao       | Temirlan Amankulov · Kyrgyzstan   |

### Biểu diễn nữ
| Nội dung                  | Vàng                       | Bạc                       | Đồng                         |
| ------------------------- | -------------------------- | ------------------------- | ---------------------------- |
| Trường quyền              | Li Yi · Ma Cao             | Liu Xu-xu · Hồng Kông     | Kimberly Ong · Singapore     |
| Nam quyền / Nam côn       | Chen Hui-ying · Trung Quốc | Tan Cheong Min · Malaysia | Darya Latisheva · Uzbekistan |
| Thái cực quyền            | Tong Xin · Trung Quốc      | Basma Lachkar · Brunei    | Chen Sui-jin · Hồng Kông     |
| Kiếm thuật / Thương thuật | Lai Xiao-xiao · Trung Quốc | Zahra Kiani · Iran        | Dương Thúy Vi · Việt Nam     |

### Đối kháng nữ
| Nội dung | Vàng                     | Bạc                           | Đồng                               |
| -------- | ------------------------ | ----------------------------- | ---------------------------------- |
| 52 kg    | Li Yue-yao · Trung Quốc  | Elaheh Mansourian · Iran      | Tharisa Dea Florentina · Indonesia |
| 52 kg    | Li Yue-yao · Trung Quốc  | Elaheh Mansourian · Iran      | Ayan Tursyn · Kazakhstan           |
| 60 kg    | Wu Xiao-wei · Trung Quốc | Naorem Roshibina Devi · Ấn Độ | Nguyễn Thị Thu Thuỷ · Việt Nam     |
| 60 kg    | Wu Xiao-wei · Trung Quốc | Naorem Roshibina Devi · Ấn Độ | Shahrbanoo Mansourian · Iran       |

## Bảng tổng sắp huy chương
| Hạng                | Đoàn                    | Vàng | Bạc | Đồng | Tổng số |
| ------------------- | ----------------------- | ---- | --- | ---- | ------- |
| 1                   | Trung Quốc (CHN)        | 11   | 0   | 0    | 11      |
| 2                   | Iran (IRI)              | 2    | 4   | 1    | 7       |
| 3                   | Indonesia (INA)         | 1    | 2   | 2    | 5       |
| 4                   | Ma Cao (MAC)            | 1    | 1   | 2    | 4       |
| 5                   | Hồng Kông (HKG)         | 0    | 2   | 1    | 3       |
| 6                   | Philippines (PHI)       | 0    | 1   | 3    | 4       |
| 7                   | Hàn Quốc (KOR)          | 0    | 1   | 2    | 3       |
| 8                   | Singapore (SGP)         | 0    | 1   | 1    | 2       |
| 9                   | Brunei (BRU)            | 0    | 1   | 0    | 1       |
| 9                   | Malaysia (MAS)          | 0    | 1   | 0    | 1       |
| 9                   | Ấn Độ (IND)             | 0    | 1   | 0    | 1       |
| 12                  | Việt Nam (VIE)          | 0    | 0   | 3    | 3       |
| 13                  | Afghanistan (AFG)       | 0    | 0   | 2    | 2       |
| 13                  | Kyrgyzstan (KGZ)        | 0    | 0   | 2    | 2       |
| 15                  | Kazakhstan (KAZ)        | 0    | 0   | 1    | 1       |
| 15                  | Uzbekistan (UZB)        | 0    | 0   | 1    | 1       |
| 15                  | Đài Bắc Trung Hoa (TPE) | 0    | 0   | 1    | 1       |
| Tổng số (17 đơn vị) | Tổng số (17 đơn vị)     | 15   | 15  | 22   | 52      |